# Ionisk radius
Ionisk radius, rion, er radius på et atoms ion. Selvom hverken atomer eller ioner har skarpe grænser, behandles de somme tider som om de var hårde kugler med radier således at summen af kationen og anionens ioniske radier giver afstanden mellem ionerne i et krystalgitter. Ioniske radier angives typisk i enten picometer (pm) eller angstrom (Å), med 1 Å = 100 pm. Typiske værdier strækker sig fra 30 pm (0,3 Å) til over 200 pm (2 Å).
| Kemi | Spire Denne artikel om kemi er en spire som bør udbygges. Du er velkommen til at hjælpe Wikipedia ved at udvide den. |